# Toma de la Universidad de San Carlos de Guatemala (2022-2023)
La toma de las instalaciones de la Universidad de San Carlos de Guatemala es una protesta que inició el 27 de abril de 2022 cuando fueron tomadas las instalaciones del Museo de la Universidad de San Carlos (MUSAC) como rechazo y con el fin de impedir el proceso de elección de rector de dicha casa de estudios. Posteriormente fueron tomados otros centros universitarios, incluidos el Paraninfo Universitario, Centro Universitario Metropolitano y el Campus Central.
El 9 de junio de 2023 fueron entregadas las instalaciones del campus central de la universidad, siendo estas las últimas que estaban en manos de los manifestantes.

## Antecedentes

### Renuncia de Murphy Paiz
El 26 de febrero de 2021 el entonces rector de la Universidad de San Carlos, Murphy Olimpo Paiz Recinos fue informado de una orden de captura en su contra en el marco del caso «Comisiones Paralelas 2020» mientras se encontraba dirigiendo una sesión del Consejo Superior Universitario donde se encontraban el proceso de elección de magistrados de la Corte de Constitucionalidad que le correspondían a la USAC.. En ese momento el se retiró de la reunión y se dirigió ante las autoridades judiciales del país, sin embargo horas después fue capturado en un hospital privado. A raíz de ese caso Paiz solicitó una licencia de 6 meses ante el Consejo Superior Universitario para ausentarse de sus funciones y atender el proceso judicial en su contra. 
El 26 de agosto del mismo año, el CSU declaró vacante el puesto de rector de la Universidad de San Carlos de Guatemala debido a que era imposible que Paiz Recinos ejerciera su cargo porque se encontraba en prisión preventiva, a raíz de eso se debía convocar a un proceso de elección de un nuevo rector.

### Elección de los cuerpos electorales
El 7 de octubre de 2021 fue publicada una convocatoria para la elección del rector para el período 2022-2026 y que la elección del rector se realizaría el 27 de abril de 2022. Antes debía elegirse al Cuerpo Electoral Universitario, que está conformado por profesores, estudiantes de las diez facultades de la universidad y los miembros de todos los colegios profesionales de Guatemala. Para la elección se presentaron 7 candidatos respaldados cada uno por una agrupación. Las elecciones de los cuerpos electorales se realizaron el 23 de marzo de 2022 y en algunas unidades académicas y colegios profesionales hubo segunda vuelta.
| Planilla                   | Candidato a rector              | Función o puesto anterior                                                                            | Cuerpos electorales obtenidos |
| -------------------------- | ------------------------------- | --- | ----------------------------- |
| Avante                     | Carlos Valladares Cerezo        | Exdecano de la Facultad de Arquitectura y secretario general de la USAC (2018-2021)                  | 6                             |
| INNOVA                     | Walter Ramiro Mazariegos Biolis | Decano de la Facultad de Humanidades                                                                 | 11                            |
| Identidad Sancarlista      | Luis Arturo Suárez Roldán       | Decano de la Facultad de Ciencias Económicas                                                         | 5                             |
| Nueva USAC                 | Erwin Humberto Calgua Guerra    | Exdirector General de Investigación y exdirector de Investigación de la Facultad de Ciencias Médicas | 2                             |
| Integración Universirtaria | María del Rosario Paz Cabrera   | Directora general del Centro Universitario de Occidente                                              | 0                             |
| Independiente              | Abraham Baca Dávila             | Encargado de relaciones públicas de la USAC (1994-1998) y exvocero del Tribunal Supremo Electoral.   | 0                             |
| SOS USAC                   | Augusto Jordán Rodas Andrade    | Procurador de los Derechos Humanos 2017-2022                                                         | 9                             |

Tomando en cuenta que el Cuerpo Electoral Universitario se compone de 10 cuerpos electorales correspondientes a estudiantes de cada una de las diez facultades, 10 a los de profesores de cada una y 14 correspondientes a cada colegio profesional, se presentan los resultados de las planillas ganadoras en cada unidad.

#### Estudiantes
| Unidad académica                             | Planilla ganadora | Observaciones                                         |
| -------------------------------------------- | ----------------- | ----------------------------------------------------- |
| Facultad de Agronomía                        | S.O.S. USAC       | La elección no fue validada por errores en las actas. |
| Facultad de Arquitectura                     | AVANTE            |                                                       |
| Facultad de Ciencias Económicas              | Identidad         |                                                       |
| Facultad de Ciencias Jurídicas y Sociales    | INNOVA            |                                                       |
| Facultad de Ciencias Médicas                 | Nueva USAC        |                                                       |
| Facultad de Ciencias Químicas y Farmacia     | S.O.S. USAC       |                                                       |
| Facultad de Humanidades                      | INNOVA            |                                                       |
| Facultad de Ingeniería                       | INNOVA            |                                                       |
| Facultad de Odontología                      | S.O.S. USAC       |                                                       |
| Facultad de Medicina Veterinaria y Zootecnia | Independiente     |                                                       |

#### Docentes
| Unidad académica                             | Planilla ganadora | Observaciones                                         |
| -------------------------------------------- | ----------------- | ----------------------------------------------------- |
| Facultad de Agronomía                        | AVANTE            | La elección no fue validada por errores en las actas. |
| Facultad de Arquitectura                     | AVANTE            |                                                       |
| Facultad de Ciencias Económicas              | Identidad         |                                                       |
| Facultad de Ciencias Jurídicas y Sociales    | INNOVA            |                                                       |
| Facultad de Ciencias Médicas                 | S.O.S. USAC       |                                                       |
| Facultad de Ciencias Químicas y Farmacia     | AVANTE            |                                                       |
| Facultad de Humanidades                      | INNOVA            |                                                       |
| Facultad de Ingeniería                       | S.O.S. USAC       |                                                       |
| Facultad de Odontología                      | S.O.S. USAC       |                                                       |
| Facultad de Medicina Veterinaria y Zootecnia | Identidad         |                                                       |

#### Profesionales
| Colegio profesional                                                                   | Planilla ganadora | Observaciones                                                    |
| ------------------------------------------------------------------------------------- | ----------------- | ---------------------------------------------------------------- |
| Colegio de Ingenieros Agónomos                                                        | S.O.S. USAC       | No fueron acreditados los cuerpos electorales por impugnaciones. |
| Colegio de Arquitectos                                                                | AVANTE            | No fueron acreditados los cuerpos electorales por impugnaciones. |
| Colegio de Abogados y Notarios                                                        | INNOVA            |                                                                  |
| Colegio de Contadores Públicos y Auditores                                            | Identidad         |                                                                  |
| Colegio de Economistas, Contadores Públicos y Auditores y Administradores de Empresas | Identidad         |                                                                  |
| Colegio de Farmacéuticos y Químicos                                                   | S.O.S. USAC       | No fueron acreditados los cuerpos electorales por impugnaciones. |
| Colegio Profesional de Humanidades                                                    | INNOVA            |                                                                  |
| Colegio de Ingenieros de Guatemala                                                    | INNOVA            |                                                                  |
| Colegio de Ingenieros Químicos                                                        | INNOVA            |                                                                  |
| Colegio de Médicos y Cirujanos                                                        | S.O.S. USAC       | No fueron acreditados los cuerpos electorales por impugnaciones. |
| Colegio de Médicos Veterinarios y Zootecnistas                                        | Nueva USAC        |                                                                  |
| Colegio de Psicólogos de Guatemala                                                    | INNOVA            |                                                                  |
| Colegio Estomatológico de Guatemala                                                   | AVANTE            | No fueron acreditados los cuerpos electorales por impugnaciones. |
| Colegio Profesional de Enfermería de Guatemala                                        | INNOVA            |                                                                  |

### Elección de rector 2022-2026
Un día antes del día de la elección el Consejo Superior Universitario rechazó inscribir a 7 cuerpos electorales, siendo estos: 4 de SOS USAC y 2 de Avante bajo argumentos de faltas administrativas en las actas y que fueron firmadas por personas que no debían, falta de comprobación de los votantes o que en algunos colegios profesionales no se pudo comprobar que efectivamente hayan votado profesionales egresados de la USAC.
La elección del nuevo rector estaba planificada para el día 27 de abril de 2022, ese día alrededor de las 8:00 horas local, se  hicieron presentes simpatizantes compuestos por estudiantes, profesores y egresados; de las agrupaciones «SOS USAC», que impulsaba a Jordán Rodas, y «Avante», que impulsaba a Carlos Valladares e impidieron el ingreso al recinto de los electores de la agrupación «Innova» que tenía mayoría y que apoyaba al entonces candidato, Walter Mazariegos. A consecuencia de dicho suceso la actividad fue suspendida. También se hicieron presentes miembros de organizaciones campesinas e indígenas y diputados como Aldo Dávila. En ese momento se indicó que buscaban que la elección se declarara nula, pues no se realizó en el lugar y día en que se había convocado.
El 11 de mayo de 2022 una sala otorgó un amparo y ordenó que la elección de rector se realizara en cinco días, el CSU convocó para el 14 de mayo a las instalaciones del Parque de la Industria. Ese día ocurrieron manifestaciones en las afueras de dicho lugar, de sectores que se oponían a la elección y que solicitaban se integraran a los cuerpos electorales que se habían invalidado. El día de la elección lograron entrar 72 electores (incluido el rector en funciones Pablo Oliva), a las afueras un grupo de simpatizantes de AVANTE, SOS USAC y Jordán Rodas intentaron evitar que ingresaran los electores, pero ya había ingresado un buen número de electores del entonces decano Mazariegos. La elección fue unánime, en favor de Walter Mazariegos, con los electores presentes, siendo el número de 72 votos de 135 posibles. El 25 de mayo de ese año el CSU confirmó a Walter Mazariegos como rector de la USAC para el período 2022-2026.
| Planilla          | Electores |
| ----------------- | --------- |
| Presentes         | 72        |
| Ausentes          | 63        |
| Total acreditados | 135       |
| Invalidados       | 35        |
| Total             | 170       |

## Desarrollo

### Toma del MUSAC
Cuando dieron las diez de la mañana del 27 de abril algunos estudiantes de la Facultad de Agronomía ingresaron a las instalaciones del MUSAC y desde ese momento indicaron que las instalaciones estaban tomadas y no dejarían entrar a ninguna autoridad de la universidad y que exigían que se realizara una nueva convocatoria para elegir a los cuerpos electorales que elegirían al próximo rector.
El 23 de agosto de ese año un grupo de encapuchados de la facultad de Derecho tomaron el parqueo del MUSAC, bajo el argumento de que esto sería para recaudar víveres para las personas que habían sido afectadas por las lluvias en el país, este grupo resultó ser contrario al otro que tenía el resto de instalaciones de dicho lugar.

### Toma del Campus central
El 19 de mayo de 2022 fueron tomadas las instalaciones de la Ciudad Universitaria de la Universidad de San Carlos de Guatemala después de una manifestación que se realizó en dicho lugar, en ese momento fueron sacados de la universidad algunos estudiantes que las habían tomado a finales de abril. Al siguiente día se hicieron presentes representantes de la Alcaldía Indígena de Palín, una organización indígena que se presentó en apoyo a la acción que habían realizado. Los encapuchados bloquearon las entradas a la universidad y colocaron barricadas para impedir el paso vehicular y peatonal en los ingresos por la avenida Petapa y el Periférico. El Sindicato de Trabajadores de la Universidad de San Carlos solicitó ingresar a las instalaciones para realizar sus labores pero manifestaron su rechazo al proceso de elección a rector en el que fue electo Walter Mazariegos, instando a que se convoque a nuevas elecciones.

### Toma del Paraninfo Universitario
El 20 de junio varios estudiantes de la Escuela Superior de Arte (ESA), la facultad de Agronomía y algunas escuelas no facultativas de la Universidad de San Carlos de Guatemala tomaron las instalaciones del Paraninfo Universitario. Según la información de una de las dirigentes, la acción forma parte de la serie de manifestaciones en contra de la «fraudulenta elección de rector» y evitar la juramentación de Walter Mazariegos que había sido electo rector el 14 de mayo y debía tomar posesión el 1 de julio.

### Toma de centros universitarios

#### Centro Universitario de Occidente
El 21 de mayo de 2023 fue tomado el Cunor como medida de protesta ante la elección, los manifestantes indicaron que era «indefinida, hasta que se resuelva todo ese proceso anómalo en el Campus Central y si Mazariegos no sale de rectoría nosotros no vamos a desistir», además solicitaron al consejo directivo a tomar una postura ante el «fraude» que se había realizado.

#### Centro Universitario de Petén
Fue tomado el 23 de mayo de 2023.

#### Centro Universitario Metropolitano
El 31 de mayo de 2022 la Asociación de Estudiantes de Medicina y de Psicología tomaron las instalaciones del Centro Universitario Metropolitano (CUM) para manifestarse en contra de las elecciones a rector para la casa de estudios que se realizaron el 14 de mayo en el Parque de la Industria. Dicho proceso fue calificado como «fraudulento», tras los diversos incidentes que ocurrieron donde varios electores no pudieron ingresar al recinto debido a manifestaciones que ocurrieron afuera.

#### Centro Universitario de Noroccidente
Este centro universitario fue tomado por estudiantes el 31 de mayo de 2022, también por la misma razón que los demás, como rechazo a la elección de Walter Mazariegos como rector de la universidad.

#### Centro Universitario de San Marcos
El centro ubicado en San Marcos fue tomado el 17 de julio de 2022 siguiendo las acciones que se habían tomado en los otros centros universitarios, ese día emitieron un comunicado explicando las razones de la toma y donde exigían el pronunciamiento del director del CUSAM, además de pedir al catedráticos que no contradijeran a los estudiantes y solicitaban que se avanzara en una «reforma universitaria no neoliberal» el comunicado terminaba con la frase «Por Guatemala, la revolución y el socialismo. ¡Venceremos!».

#### Centro Universitario de Santa Rosa
Dicho centro universitario fue tomado el 19 de agosto de 2022.

## Entrega de instalaciones

### Centro Universitario de Petén
Este centro fue entregado a las autoridades universitarias el 17 de julio de 2022.

### Club Deportivo los Arcos
El 12 de agosto de 2022 fueron entregadas las instalaciones deportivas del Club Deportivo los Arcos.

### Centro Universitario de Suroccidente
Estas instalaciones, ubicadas en Mazatenango, fueron entregadas el 19 de agosto de 2022 después que en una asamblea la mayoría de los estudiantes rechazaron la toma de instalaciones.

### Centro Universitario de Santa Rosa
Este recinto fue entregado al director de dicho centro el 8 de septiembre de 2022.

### Centro Universitario de Noroccidente
El 10 de enero de 2023 fue entregado el recinto universitario se hizo mediante un acta firmado entre estudiantes y autoridades del CUNOROC, en el que acordaron cumplir con algunos acuerdos, como la «no criminalización, persecución, represión o similar, de tipo legal, académico, penal, laboral, psicológico, administrativo, o de cualquier otra índole, en contra de estudiantes, docentes, trabajadores o cualquier otra persona y/o integrante de la Coordinadora del CUNOROC», previo a la entrega de las instalaciones a las autoridades, se debía hacer una revisión del estado de la infraestructura, equipo del centro, documento de recepción y descargo de responsabilidad y que se respeten los derechos a la organización, la libre emisión del pensamiento y manifestación, establecidos en las leyes del país mediante la instalación de mesas de diálogo para buscar mejoras en la universidad.

### Centro Universitario Metropolitano
El 23 de enero de 2023 la Asociación de Estudiantes de Medicina entregó las instalaciones del CUM ante la solicitud que habían realizado los estudiantes de dicha facultad en diciembre de 2022. Ese día hicieron una conferencia de prensa en la que explicaron las razones de la toma y solicitaron que no hubiera criminalización a ningún estudiante, recalcando que lo hacían para regresar a clases presenciales.

### Centro Universitario de Occidente
El 20 de febrero de 2023 fueron desalojados quienes mantenían la toma, por estudiantes armados con machetes y palos; que ingresaron de forma violenta a las instalaciones del Cunoc. Miembros de la toma indicaron que los hombres habrían amenazado de muerte a los estudiantes si se oponían a salir del lugar. En horas de la tarde de ese día las instalaciones fueron entregadas a las autoridades del centro universitario.

### Museo de la Universidad de San Carlos
El 27 de abril de 2023, un grupo de personas que se identificaron como estudiantes junto con otro grupo que eran miembros de organizaciones indígenas, sindicales y campesinos realizaron una conferencia de prensa donde indicaron que el día 29 se entregarían las instalaciones a las autoridades de la universidad.  Según indicaron las autoridades de la USAC, recibieron un correo electrónico que contenía la carta y en esta una serie de exigencias como «que las personas que ingresarán -a las instalaciones de Musac- deberán dejar sus documentos de identificación y sus teléfonos móviles, incluso, en la entrada del lugar». Sin embargo ese día no se presentaron debido a que la carta enviada no tenía «acreditación alguna de representación legal de persona jurídica o de identificación de las personas individuales, siendo esto necesario para garantizar la buena fe y la transparencia de las intervenciones de los participantes en los procesos respectivos» debido a que el CSU había establecido que solo se tendría contacto con personas plenamente identificadas.
El 6 de mayo del mismo año convocaron nuevamente a las autoridades de la Universidad de San Carlos, pero estas no asistieron debido a que no había garantías plenas sobre su integridad, además solicitaron la presencia del Procurador de los Derechos Humanos, Alejandro Córdova, quien tampoco asistió. Debido a eso, solicitaron a un abogado la realización de un acta donde se especificara las condiciones en las que se entregaba dicho inmueble y se permitió la entrada de periodistas para documentar como se encontraba el lugar.

### Campus central
El 8 de junio en horas de la noche, la Coordinadora General de Estudiantes publicó una convocatoria para medios de comunicación sobre una conferencia de prensa que se realizaría el siguiente día (9 de junio) a las 9 de la mañana. Ese día se permitió a los medios de comunicación que se documentara las condiciones de la universidad y posteriormente al final del recorrido se hizo la entrega oficial de dichas instalaciones por medio de un notario, debido a que no se hizo presente ningún representante de la universidad. En la conferencia se presentaron algunos personas en apoyo a quienes habían mantenido cerrada las instalaciones entre ellos: estudiantes, miembros de organizaciones civiles y algunos políticos de partidos de centroizquierda como: Gabriela Dávila, hermana de Aldo Dávila y candidata a diputada por VOS; Román Castellanos, diputado y candidato a reelección; Marcela Blanco y Raúl Barrera, candidatos a diputados; todos por el Movimiento Semilla.
Durante la entrega, las personas identificadas como estudiantes expresaron que lo hacían para que inmediatamente se regresara a clases presenciales y que esta era una medida a favor de los estudiantes que querían recibir clases.

## Consecuencias
Después de la entrega realizada de las instalaciones centrales, muchos medios de comunicación por medio de videos mostraban que las instalaciones habían sufrido de deterioro por falta de mantenimiento, entre estas se podían observar áreas con mucha maleza y hojas de árboles caídas, lugares con mucho encharcamiento de agua, exceso de plagas (roedores e insectos), asfalto levantado por las raíces de los árboles, basura, edificios dañados.
El 10 de junio de 2023 las autoridades de la USAC informaron que las instalaciones habían sufrido deterioro y que tardarían varias semanas en restaurarlas declarando al campus central como «clausurado» y cerrado el ingreso para cualquier persona mientras iniciaba la restauración y mantenimiento.
El 19 de julio de 2023, el Departamento de Estado de los Estados Unidos incluyó a Walter Mazariegos en la Lista Engel, argumentando que había: «desvirtuado procesos o instituciones democráticas al aceptar el cargo de rector de la institución de educación pública en julio de 2022 tras un proceso de selección fraudulento».

## Cronología del conflicto
| Período            | Fecha            | Acontecimiento |
| ------------------ | ---------------- | --- |
| Abril de 2022      | 27 de abril      | No se realizaron las elecciones a rector debido a que fueron tomadas las instalaciones del Museo de la Universidad de San Carlos (MUSAC), lugar donde se realizarían. |
| Abril de 2022      | 29 de abril      | Quienes se encontraban en la toma del MUSAC realizaron una conferencia de prensa donde exigían: la renuncia del rector en funciones, Pablo Oliva; la renuncia del secretario general y ex decano de la Facultad de Veterinaria y Zootecnia, Gustavo Taracena Gil; renuncia del director de Asuntos Jurídicos de USAC, Luis Fernando Cordón Lucero; que el Consejo Superior Universitario declarara nulo el proceso electoral y se convocara de nuevo para reiniciar el proceso y que las sesiones del Consejo Superior Universitario fueran transmitidas en vivo. |
| mayo de 2022       | 11 de mayo       | La Sala Quinta de lo Contencioso Administrativo amparó a un elector de Walter Mazariegos para que el CSU emitiera una nueva convocatoria para realizar la elección de rector ante la interrupción que ocurrió el 27 de abril y con los cuerpos electorales que habían sido electos en marzo. |
| mayo de 2022       | 14 de mayo       | Se llevó a cabo la elección de rector, con la presencia de 72 electores acreditados de los 135 que debían ser en total. Ese día hubo una manifestación en las afueras del Centro de Convenciones Parque de la Industria, en la que, opositores a la elección, intentaron impedir el ingreso de varios cuerpos electorales, entre estos de SOS USAC, Avante y Nueva USAC. |
| mayo de 2022       | 19 de mayo       | Fueron tomadas las instalaciones del campus central de la USAC como medida de rechazo a la elección de rector y solicitaban que se repitiera el proceso. |
| mayo de 2022       | 21 de mayo       | Fueron tomadas las instalaciones del Centro Universitario de Occidente en Quetzaltenango. |
| mayo de 2022       | 23 de mayo       | Fue tomado el Centro Universitario de Petén. |
| mayo de 2022       | 28 de mayo       | Autoridades de la USAC denunciaron ante el Ministerio Público a cuatro estudiantes por la toma de las instalaciones del MUSAC por los delitos de usurpación agravada |
| mayo de 2022       | 29 de mayo       | La Administración central de la USAC emitió un comunicado solicitando la entrega de las instalaciones de la universidad debido a que esto retrasaba procesos administrativos como contrataciones, asignación de becas, trámites de graduación y de primer ingreso, etc. |
| mayo de 2022       | 31 de mayo       | La Asociación de Estudiantes de Medicina y de Psicología tomaron las instalaciones del Centro Universitario Metropolitano (CUM) para manifestarse en contra de las elecciones a rector que se realizaron el 14 de mayo en el Parque de la Industria. También fueron tomadas las del Centro Universitario de Noroccidente. |
| junio de 2022      | 20 de junio      | Estudiantes de la Escuela Superior de Arte (ESA), la facultad de Agronomía y algunas escuelas no facultativas de la Universidad de San Carlos de Guatemala tomaron las instalaciones del Paraninfo Universitario para evitar que se utilizaran para darle posesión al rector electo. Además, crearon la coordinadora general de tomas que se encargaría de la organización entre todas las organizaciones que mantenían tomadas las instalaciones. |
| junio de 2022      | 29 de junio      | Ocurrió una manifestación de estudiantes de varias unidades académicas en la que solicitaron que se repitieran las elecciones ya que calificaban a las realizadas el 14 de mayo como «fraudulentas». |
| julio de 2022      | 1 de julio       | Walter Mazariegos tomó posesión como nuevo rector para el período 2022-2026 y dirigió su primera sesión del Consejo Superior Universitario. Estudiantes de la toma indicaron que lo desconocían como rector y que a su criterio el cargo estaba vacante a partir de ese día. |
| julio de 2022      | 17 de julio      | Fueron tomadas las instalaciones del Centro Universitario de San Marcos. Las instalaciones del Centro Universitario de Petén fueron entregadas. |
| Agosto de 2022     | 4 de agosto      | Un grupo de personas intentaron ingresar al campus central, como resultado un vehículo fue incendiado en uno de los parqueos y el portón de la entrada por el Anillo Periférico fue tirado. Los que se encontraban en la toma los acusaron de ser afines al rector. |
| Agosto de 2022     | 12 de agosto     | Fueron entregadas las instalaciones del Club Deportivos Los Arcos en la zona 14. |
| Agosto de 2022     | 19 de agosto     | Se tomaron las instalaciones del Centro Universitario de Santa Rosa y fueron entregadas las del Centro Universitario de Suroccidente. |
| septiembre de 2022 | 2 de septiembre  | La Coordinadora General de Estudiantes presentó un memorial donde solicitaban condiciones para iniciar el diálogo que autoridades universitarias habían solicitado anteriormente. |
| septiembre de 2022 | 8 de septiembre  | Las instalaciones del Centro Universitario de Santa Rosa fueron entregadas. |
| diciembre de 2022  | 12 de diciembre  | El Consejo Superior Universitario (CSU) instruyó a todas las Unidades Académicas para que, «en el primer semestre del ciclo académico 2023, las clases sean impartidas en la modalidad presencial, a excepción de las Unidades Académicas que no reúnan las condiciones técnico-pedagógicas y/o de infraestructura, en cuyo caso deberán programarse las clases en la modalidad híbrida». |
| diciembre de 2022  | 20 de diciembre  | El CSU emitió un comunicado donde indicaron que estaban disponibles para el diálogo con los integrantes de la toma, pero que debían identificarse. |
| diciembre de 2022  | 21 de dieciembre | La CGE, claustros y organizaciones de docentes, presentaron en las instalaciones de la Casa Universitaria de la Cultura Flavio Herrera un memorial de solicitud de diálogo, sin embargo, el CSU señaló que la mesa de acercamiento debía de contar con representantes debidamente identificados y realizarse con el procurador de los Derechos Humanos, Alejandro Córdova. |
| enero de 2023      | 10 de enero      | La Coordinadora General de Estudiantes entregó las instalaciones del Centro Universitario de Noroccidente que están ubicadas en Huehuetenango. |
| enero de 2023      | 23 de enero      | La Asociación de Estudiantes de Medicina entregó las instalaciones del Centro Universitario Metropolitano. |
| febrero de 2023    | 20 de febrero    | Un grupo de estudiantes que estaban en contra de la toma, ingresaron a las instalaciones del CUNOC y con palos y objetos contundentes desalojaron a los que estaban en la toma. En horas de la tarde las instalaciones fueron entregadas al director del centro univerisitario. En horas de la tarde, un grupo de personas ingresó a las instalaciones del Paraninfo Universitario, los que se encontraban adentro indicaron que llevaban cuchillos e ingresaron de forma violenta pero que después huyeron.                                                      |
| febrero de 2023    | 23 de febrero    | En redes sociales se viralizó una resolución del Juzgado Tercero de Instancia Penal, constituido en Tribunal de Amparo donde instruía al Ministerio Público a realizar acciones para lograr la liberación de las instalaciones de la USAC ante un amparo solicitado por el abogado Marco Vinicio Mejía Dávila. Los estudiantes de la toma explicaron que no habían sido notificados de ninguna resolución o solicitud de desalojo. |
| Abril de 2023      | 27 de abril      | En una conferencia de prensa la Coordinadora General de Estudiantes anunció que se entregarían las instalaciones del MUSAC. |
| Abril de 2023      | 29 de abril      | Se hicieron presentes medios de comunicación y profesionales pero las autoridades de la USAC no se presentaron a recibir el MUSAC. |
| mayo de 2023       | 6 de mayo        | Se hizo la entrega oficial del MUSAC por medio de un acta ante un notario sin la presencia de las autoridades de la universidad. |
| junio de 2023      | 9 de junio       | Se hizo la entrega oficial de las instalaciones del Campus Central de la USAC. |